# Carbonea vorticosa
Carbonea vorticosa är en lavart som först beskrevs av Flörke, och fick sitt nu gällande namn av Hertel. Carbonea vorticosa ingår i släktet Carbonea och familjen Lecanoraceae.  Arten är reproducerande i Sverige. Inga underarter finns listade i Catalogue of Life.